# FP7
Sedmi okvirni program (engleski: Seventh Framework Programme, FP7) glavni je program Europske unije za financiranje istraživanja i tehnološkog razvoja, koji predstavlja uokvirenu plansku cjelinu istraživanja u razdoblju od 2007. do uključivo 2013. godine.

## Cilj programa
Cilj okvirnog programa FP7 je daljnja izgradnja Europskog istraživačkog prostora (ERA) u smislu znanja, rasta i razvoja. Uspostavljen je Odlukom br. 1982/2006/EC Europskog parlamenta i Vijeća od 18. prosinca 2006. godine. Ukupni proračun iznosi 50,5 milijardi eura za sedmogodišnji program FP7 te dodatnih 2,7 milijardi eura za petogodišnji Euroatom program za nuklearna istraživanja.
Vijeće Europske unije naglasilo je ključnu važnost znanja i inovacije, i time središnju ulogu istraživanja, te je postavilo novi strateški cilj za sljedeće desetljeće:
Postati najkonkurentnije i najdinamičnije gospodarstvo na svijetu - temeljeno na znanju, sposobno održati gospodarski rast i postići potpuno zapošljavanje uz veći broj zaposlenja i bolja radna mjesta te veću društvenu koheziju.

## Novosti u odnosu na prethodne programe
Okvirni programi se provode od 1984. godine, a do sada ih je bilo sedam. Osmi okvirni program traje od 2014. do uključivo 2020. godine i naziva se također i Obzor 2020.
Za razliku od prethodnih okvirnih programa, koji su trajali od tri do pet godina, sedmi okvirni program traje sedam godina, od 01. siječnja 2007. do kraja 2013. godine. FP7 je dizajniran tako da poboljša uspješnost u odnosu na prethodne programe, koji su imali za cilj formiranje Europskog istraživačkog područja (European Research Area - ERA) i razvijanje ekonomije Europe zasnovane na znanju.
Novi elementi u FP7 uključuju:
- Naglasak na istraživačke teme više nego na "instrumente"
- Značajno pojednostavljenje operacija
- Fokus na razvoj istraživanja koja odgovaraju potrebama europske industrije, kroz rad Tehnoloških platformi i novih Zajedničkih tehnoloških inicijativa
- Uspostavljanje Europskog istraživačkog vijeća, koje će financirati najbolje od europske znanosti
- Integracija međunarodne suradnje u sva četiri programa
- Razvoj regija znanja
- Sudjelovanje u financijskom riziku kao sredstvo koje cilja uključivanju privatnih investicija u istraživanje

## Struktura
FP7 se sastoji od četiri potprograma potpore s različitim vrstama aktivnosti usmjerenih na istraživanje i razvoj, poput aktivnosti potpore i koordinacije istraživanja, jačanje istraživačkih kapaciteta te izgradnje i održavanja mreža. Program podupire i pionirska istraživanja te mobilnost istraživača.
FP7 se dijeli u četiri kategorije specifičnih programa:
- Suradnja (eng. Cooperation): Potpora međunarodnoj suradnji u istraživanjima kojima je cilj jačanje konkurentnosti europske proizvodnje. Više od polovine ukupnih sredstava u proračunu FP7 predviđeno je za 10 tematskih područja u sklopu specifičnog programa Suradnja
- Ideje (eng. Ideas): Potpora pionirskim istraživanjima u obliku financiranja višedisciplinarnih istraživačkih projekata pojedinačnih timova.
- Ljudi (eng. People): Potpora daljnjem školovanju, mobilnosti i profesionalnom razvoju istraživača.
- Istraživački kapaciteti (eng. Capacities): Potpora jačanju i optimalnom korištenju istraživačkih i inovacijskih kapaciteta diljem Europe.

## Republika Hrvatska i FP7
Od 1. siječnja 2006. godine Republika Hrvatska je kao zemlja kandidatkinja za EU postala sudionikom tadašnjeg FP6 programa i to u punom opsegu sa svim pravima i mogućnostima kao i sve ostale punopravne članice EU, pridružene države i ostale zemlje kandidatkinje. 
Kroz sudjelovanje u FP7 Republika Hrvatska bi trebala ostvarivati slične ciljeve u svojim regionalnim okvirima kakve EU ima za svoja istraživanja, a to su:
- poticati istraživanja za potrebe gospodarstva Hrvatske
- podržati konkurentnost gospodarstva Hrvatske
- omogućiti da gospodarstvo Hrvatske postane regionalni predvodnik u pojedinim sektorima te podržati znanstvenu i gospodarsku izvrsnost Hrvatske

## Provedba
Program provode opće uprave Europske komisije (tzv. Directorate General – DG) koji početkom svake godine 
objavljuju službene radne programe koji sadrže relevantne informacije o prioritetima financiranja u narednoj kalendarskoj godini za svaki specifični program te indikativne informacije o nadolazećim natječajima, dok su sami natječaji objavljeni na internetskim stranicama Portala za sudionike (tzv. Participants Portal).
Istraživačke i demonstracijske aktivnosti sufinanciraju se do 50%, dok je najveći iznos sufinanciranja za diseminacijske i evaluacijske ativnosti, kao i projektno upravljanje do 100%. Sufinanciranje, također, ovisi o vrsti organizacije koja sudjeluje u provedbi projekta.
Krug organizacija koje mogu prijaviti projekte nije ograničen, stoga je ovaj program posebice pogodan za uključivanje malih i srednjih poduzetnika, udruženja, medija, javnog sektora i drugih zainteresiranih organizacija. Važno je naglasiti da postoje i posebni potprogrami u kojima mogu sudjelovati isključivo znanstveno-istraživačke organizacije ili znanstvenici pojedinci.
FP7 obilježava i snažna međunarodna komponenta koja zahtjeva uključivanje partnera iz različitih država članica EU i drugih pridruženih država, što ponekad može predstavljati problem potencijalnim sudionicima. 
Iznosi financiranja mogu biti od nekoliko stotina tisuća do više milijuna eura (veliki projekti mogu imati proračun od 40 i više milijuna eura)

## Vanjske poveznice
- Ministarstvo poduzetništva i obrta - EU programi i projekti  Arhivirana inačica izvorne stranice od 20. svibnja 2015. (Wayback Machine)
- Službena stranica FP7
- Portal za sudionike